# Parki narodowe na Ukrainie
Parki narodowe na Ukrainie – jedna z form ochrony przyrody w tym kraju.
Parki narodowe na Ukrainie (ukr. національні природні парки України, nacionalni pryrodni parky Ukrajiny) zaczęły powstawać w czasach radzieckich, choć pierwsze plany powołania parku na terenie Czarnohory pochodzą sprzed I wojny światowej. Tereny proponowanego parku objęto w II Rzeczypospolitej ochroną rezerwatową, jednak realizacji zamiarów przeszkodziła II wojna światowa. W Związku Radzieckim do lat 70. nie tworzono parków narodowych, choć istniały inne formy mające źródło w pracy carskich przyrodników (zakazniki i zapowiedniki). Najstarszy na Ukrainie jest Karpacki Park Narodowy powołany w 1980 roku obejmujący Czarnohorę i Gorgany. Na terenie Ukraińskiej SRR powołano jeszcze dwa kolejne parki – Szacki na Wołyniu i Synewyr na Zakarpaciu. W kolejnych latach tempo powoływania nowych parków rosło, a w latach 2009–2010 powołano aż 27 parków. Jeden z nich – Doniecki Park Narodowy – wkrótce zniesiono na mocy orzeczenia sądu administracyjnego).
Na początku 2022 roku utworzono 54., 55. i 56. park narodowy („Chołodnyj Jar”, Kujalnyćkyj i „Puszcza Radziwiła”), poszerzając także granice parku „Meotyda”. Tym samym łączna powierzchnia parków wzrosła do 14 313,16 km², to jest 2,4% powierzchni kraju.
Parkami opiekuje się Fundusz Rezerwatów Przyrody Ukrainy (ukr. Природно-заповідний фонд України, Pryrodno-zapowidnyj fond Ukrajiny), pod którego opieką znajdują się też rezerwaty biosfery, rezerwaty przyrody (zapowiedniki i zakazniki), regionalne parki krajobrazowe, pomniki przyrody, ogrody botaniczne, parki dendrologiczne, ogrody zoologiczne i zabytkowe parki.

## Parki narodowe
| Lp. | Fotografia                                                                         | Nazwa                   | Obwód                        | Rok utworzenia | Powierzchnia [ha]  | Położenie                                                                         |
| --- | ---------------------------------------------------------------------------------- | ----------------------- | ---------------------------- | -------------- | ------------------ | --------------------------------------------------------------------------------- |
| 1   |                                                                                    | Azowsko-Sywaski         | chersoński                   | 1993           | 52 582,7441        | Mapa konturowa Ukrainy, na dole nieco na prawo znajduje się punkt                 |
| 2   |                                                                                    | Beskidy Królewskie      | lwowski                      | 2020           | 8997               | Mapa konturowa Ukrainy, blisko lewej krawiędzi nieco u góry znajduje się punkt    |
| 3   |                                                                                    | Beskidy Skolskie        | lwowski                      | 1999           | 35 684             | Mapa konturowa Ukrainy, blisko lewej krawiędzi znajduje się punkt                 |
| 4   |                                                                                    | Biłobereżża Swiatosława | mikołajowski                 | 2009           | 35 359,34          | Mapa konturowa Ukrainy, na dole znajduje się punkt                                |
| 5   |                                                                                    | Biłoozerśkyj            | kijowski · czerkaski         | 2009           | 7014,44            | Mapa konturowa Ukrainy, blisko centrum u góry znajduje się punkt                  |
| 6   |                                                                                    | Bojkowszczyzna          | lwowski                      | 2019           | 12 240             | Mapa konturowa Ukrainy, blisko lewej krawiędzi znajduje się punkt                 |
| 7   |                                                                                    | Buźkyj Hard             | mikołajowski                 | 2009           | 6138,13            | Mapa konturowa Ukrainy, w centrum znajduje się punkt                              |
| 8   |                                                                                    | Chocimski               | czerniowiecki                | 2010           | 9446,1             | Mapa konturowa Ukrainy, po lewej znajduje się punkt                               |
| 9   |                                                                                    | Chołodnyj Jar           | czerkaski                    | 2022           | 6833,5071          | Mapa konturowa Ukrainy, w centrum znajduje się punkt                              |
| 10  |                                                                                    | Czariwna hawań          | Autonomiczna Republika Krymu | 2009           | 10 900             | Mapa konturowa Ukrainy, na dole znajduje się punkt                                |
| 11  |                                                                                    | Czeremoski              | czerniowiecki                | 2009           | 7117,5             | Mapa konturowa Ukrainy, po lewej znajduje się punkt                               |
| 12  |                                                                                    | Dermańsko-Ostrogski     | rówieński                    | 2009           | 5448,3             | Mapa konturowa Ukrainy, u góry po lewej znajduje się punkt                        |
| 13  |                                                                                    | Desniańsko-Starohucki   | sumski                       | 1999           | 16 215,1           | Mapa konturowa Ukrainy, blisko górnej krawiędzi nieco na prawo znajduje się punkt |
| 14  |                                                                                    | Dolnodniestrzański      | odeski                       | 2008           | 21 311,1           | Mapa konturowa Ukrainy, na dole znajduje się punkt                                |
| 15  |                                                                                    | Dworiczanśkyj           | charkowski                   | 2009           | 3131,2             | Mapa konturowa Ukrainy, po prawej nieco u góry znajduje się punkt                 |
| 16  |                                                                                    | Dżaryłgacki             | chersoński                   | 2009           | 10 000             | Mapa konturowa Ukrainy, na dole znajduje się punkt                                |
| 17  |                                                                                    | Góry Krzemienieckie     | tarnopolski                  | 2009           | 6951,2             | Mapa konturowa Ukrainy, po lewej nieco u góry znajduje się punkt                  |
| 18  | https://uk.wikipedia.org/wiki/Plik:Лівий_берег_Бурштинського_водосховища.jpg       | Halicki                 | iwanofrankiwski              | 2004           | 14 684,8           | Mapa konturowa Ukrainy, po lewej znajduje się punkt                               |
| 19  | https://uk.wikipedia.org/wiki/Plik:Белые_лилии_на_Ворскле.jpg                      | Het´manśkyj             | sumski                       | 2009           | 23 360,1           | Mapa konturowa Ukrainy, u góry po prawej znajduje się punkt                       |
| 20  |                                                                                    | Hołosijiwski            | Kijów                        | 2007           | 10 988,14          | Mapa konturowa Ukrainy, u góry znajduje się punkt                                 |
| 21  |                                                                                    | Homilszanśki lisy       | charkowski                   | 2004           | 14 314,8           | Mapa konturowa Ukrainy, po prawej nieco u góry znajduje się punkt                 |
| 22  |                                                                                    | Huculszczyzna           | iwanofrankiwski              | 2002           | 32 271             | Mapa konturowa Ukrainy, po lewej znajduje się punkt                               |
| 23  |                                                                                    | Iczniański              | czernihowski                 | 2004           | 9665,8             | Mapa konturowa Ukrainy, u góry znajduje się punkt                                 |
| 24  |                                                                                    | Jaworowski              | lwowski                      | 1998           | 7078,6             | Mapa konturowa Ukrainy, po lewej nieco u góry znajduje się punkt                  |
| 25  |                                                                                    | Kamjanśka Sicz          | chersoński                   | 2019           | 12 261,14          | Mapa konturowa Ukrainy, blisko centrum po prawej na dole znajduje się punkt       |
| 26  | https://uk.wikipedia.org/wiki/Plik:Дністровський_каньйон._Панорама._західсонця.jpg | Kanion Dniestru         | tarnopolski                  | 2010           | 11 730,28          | Mapa konturowa Ukrainy, po lewej znajduje się punkt                               |
| 27  |                                                                                    | Karmelukowe Podilla     | winnicki                     | 2009           | 20 203,4           | Mapa konturowa Ukrainy, w centrum znajduje się punkt                              |
| 28  |                                                                                    | Karpacki                | iwanofrankiwski              | 1980           | 50 513,4638        | Mapa konturowa Ukrainy, po lewej znajduje się punkt                               |
| 29  |                                                                                    | Kreminśki lisy          | ługański                     | 2019           | 7269               | Mapa konturowa Ukrainy, po prawej znajduje się punkt                              |
| 30  |                                                                                    | Kujalnyćkyj             | odeski                       | 2022           | 10 800,8867        | Mapa konturowa Ukrainy, na dole znajduje się punkt                                |
| 31  |                                                                                    | Małe Polesie            | chmielnicki                  | 2013           | 8762,7             | Mapa konturowa Ukrainy, u góry po lewej znajduje się punkt                        |
| 32  |                                                                                    | Meotyda                 | doniecki                     | 2009           | 21 301,2147        | Mapa konturowa Ukrainy, po prawej nieco na dole znajduje się punkt                |
| 33  |                                                                                    | Mezynśkyj               | czernihowski                 | 2006           | 31 035,2           | Mapa konturowa Ukrainy, u góry znajduje się punkt                                 |
| 34  |                                                                                    | Nadazowski              | zaporoski                    | 2010           | 78 127,92          | Mapa konturowa Ukrainy, po prawej nieco na dole znajduje się punkt                |
| 35  |                                                                                    | Nobelski                | rówieński                    | 2019           | 25 318,81          | Mapa konturowa Ukrainy, blisko górnej krawiędzi po lewej znajduje się punkt       |
| 36  |                                                                                    | Nyżniodniprowśkyj       | chersoński                   | 2015           | 80 177,80          | Mapa konturowa Ukrainy, na dole znajduje się punkt                                |
| 37  |                                                                                    | Nyżniosulśkyj           | czerkaski · połtawski        | 2010           | 18 635,11          | Mapa konturowa Ukrainy, blisko centrum u góry znajduje się punkt                  |
| 38  |                                                                                    | Ołeszkiwśki pisky       | chersoński                   | 2010           | 11 671,06          | Mapa konturowa Ukrainy, na dole znajduje się punkt                                |
| 39  |                                                                                    | Podolskie Tołtry        | chmielnicki                  | 1996           | 261 316            | Mapa konturowa Ukrainy, po lewej znajduje się punkt                               |
| 40  |                                                                                    | Północne Podole         | lwowski                      | 2010           | 15 587,92          | Mapa konturowa Ukrainy, po lewej nieco u góry znajduje się punkt                  |
| 41  |                                                                                    | Prypeć-Stochód          | wołyński                     | 2007           | 39 315,5           | Mapa konturowa Ukrainy, u góry po lewej znajduje się punkt                        |
| 42  |                                                                                    | Puszcza Cumańska        | wołyński                     | 2010           | 33 475,34          | Mapa konturowa Ukrainy, u góry po lewej znajduje się punkt                        |
| 43  |                                                                                    | Puszcza Radziwiła       | rówieński                    | 2022           | 24 265,307         | Mapa konturowa Ukrainy, u góry nieco na lewo znajduje się punkt                   |
| 44  |                                                                                    | Pyriatynśkyj            | połtawski                    | 2009           | 12 028,42          | Mapa konturowa Ukrainy, u góry znajduje się punkt                                 |
| 45  |                                                                                    | Słobożanśkyj            | charkowski                   | 2009           | 5244               | Mapa konturowa Ukrainy, po prawej nieco u góry znajduje się punkt                 |
| 46  |                                                                                    | Swiati Hory             | doniecki                     | 1997           | 40 605,5           | Mapa konturowa Ukrainy, po prawej znajduje się punkt                              |
| 47  |                                                                                    | Synewyr                 | zakarpacki                   | 1989           | 43 081,8           | Mapa konturowa Ukrainy, po lewej znajduje się punkt                               |
| 48  |                                                                                    | Syniohora               | iwanofrankiwski              | 2009           | 10 866             | Mapa konturowa Ukrainy, po lewej znajduje się punkt                               |
| 49  |                                                                                    | Szacki                  | wołyński                     | 1983           | 48 977             | Mapa konturowa Ukrainy, u góry po lewej znajduje się punkt                        |
| 50  |                                                                                    | Tuzłowśki łymany        | odeski                       | 2010           | 27 865             | Mapa konturowa Ukrainy, na dole znajduje się punkt                                |
| 51  |                                                                                    | Użański                 | zakarpacki                   | 1999           | 46 147,3           | Mapa konturowa Ukrainy, blisko lewej krawiędzi znajduje się punkt                 |
| 52  |                                                                                    | Wełykyj Łuh             | zaporoski                    | 2006           | 16 756             | Mapa konturowa Ukrainy, po prawej nieco na dole znajduje się punkt                |
| 53  |                                                                                    | Wierchowiński           | iwanofrankiwski              | 2010           | 13 718,4           | Mapa konturowa Ukrainy, po lewej znajduje się punkt                               |
| 54  |                                                                                    | Wyżnicki                | czerniowiecki                | 1995           | 11 238             | Mapa konturowa Ukrainy, po lewej znajduje się punkt                               |
| 55  |                                                                                    | Zaczarowany Kraj        | zakarpacki                   | 2009           | 10 451,4           | Mapa konturowa Ukrainy, blisko lewej krawiędzi znajduje się punkt                 |
| 56  |                                                                                    | Zalissia                | czernihowski · kijowski      | 2009           | 14 836             | Mapa konturowa Ukrainy, u góry znajduje się punkt                                 |
|     |                                                                                    |                         |                              |                | 1 431 315,6734 (Σ) |                                                                                   |